# 土屋清三郎

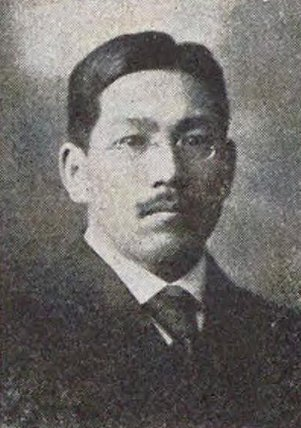
土屋清三郎

土屋 清三郎（つちや せいさぶろう、1882年（明治15年）4月20日 – 1946年（昭和21年）3月3日）は、衆議院議員（立憲政友会→立憲民政党）、医師。旧名・清。

## 経歴
千葉県武射郡山室村（豊岡村、松尾町を経て現山武市）で、土屋清左衛門、たけ の長男として生まれる。1887年（明治20年）清三郎に改名。済生学舎・東京慈恵医院医学専門学校（現在の東京慈恵会医科大学）を卒業。内務省伝染病研究所嘱託、警視庁検疫官、岐阜県衛生技師を歴任し、退官後は開業医となった。そのかたわら日本語雑誌「日本之医界」、英文雑誌「Japan Medical World」、中国語雑誌「東亜医学」の発刊・経営にあたった。
1916年（大正5年）、牛込区会議員に当選。さらに1917年（大正6年）4月、第13回衆議院議員総選挙で当選したが、衆議院議員選挙訴訟の結果、安房郡での選挙が無効となり、同年12月8日、千葉県知事により鵜澤總明・吉植庄一郎・木村政次郎・関和知・津田毅一・鵜沢宇八・柏原文太郎・磯野敬・加瀬禧逸と共に当選証書が取消され議員を退職し、同月に実施された再選挙で当選した。その後、第15回から第20回総選挙まで連続当選を果たした。